# Британски задморски територии
Британските задморски територии (на английски: British Overseas Territories, съкратено BOTs) са 14 територии, които са под суверенитета на Великобритания, но не са част от нея.

## Статут
Понятието „британска задморска територия“ (British overseas territory) е въведено със Закона за британските задморски територии (British Overseas Territories Act) от 2002 г., като заменя названието „британска зависима територия“ (British dependent territory), въведено от своя страна със Закона за британското гражданство (British Nationality Act) от 1981 г. Преди това са наричани „Коронни колонии“ или „колонии на Короната“ (Crown colonies).
В списъка на тези територии не влизат коронните владения (с малко по-друг статут). Двете групи не влизат в Общността на нациите, която е свободно сдружение на бивши „британски колонии“. В исторически контекст бившите колонии на Короната (сегашните територии) следва да се различават и от протекторатите и доминионите, считани за независими държави под британски контрол. Колониите на Короната са били управлявани пряко от Короната (кралската институция), докато останалите са имали самоуправление.

## Територии
- Акротири и Декелия
- Ангила
- Бермудски острови
- Британска антарктическа територия
- Британска индоокеанска територия
- Британски Вирджински острови
- Гибралтар
- Кайманови острови
- Монсерат
- Питкерн
- Света Елена, Възнесение и Тристан да Куня
- Търкс и Кайкос
- Фолкландски острови
- Южна Джорджия и Южни Сандвичеви острови

Източници: 